# Método Sainte-Laguë
El método Sainte-Laguë (también conocido como método Webster o método del divisor con redondeo estándar) es un método de promedio mayor para asignar escaños en sistemas de representación proporcional por listas electorales. Los métodos de promedio mayor se caracterizan por dividir a través de distintos divisores los totales de los votos obtenidos por los distintos partidos, produciéndose secuencias de cocientes decrecientes para cada partido y asignándose los escaños a los promedios más altos. Lleva el nombre del matemático francés André Sainte-Laguë (1882-1950).
Los sistemas de representación proporcional intentan asignar los escaños a las listas de manera proporcional al número de votos recibidos. En general, no es posible alcanzar la proporcionalidad exacta, ya que no es posible asignar un número decimal de escaños. De los métodos comúnmente utilizados para la conversión proporcional de votos en escaños, el método Sainte-Laguë es uno de los que consiguen mayor proporcionalidad.
El método Sainte-Laguë se aplica en Alemania, Nueva Zelanda, Noruega, Suecia, Dinamarca, Bosnia y Herzegovina, Letonia, Kosovo, en los estados alemanes de Hamburgo y Bremen, y  en Ecuador para las elecciones legislativas.

## Reparto
Tras escrutar todos los votos, se calculan cocientes sucesivos para cada lista electoral. La fórmula de los cocientes es
{\displaystyle cociente={\frac {V}{2s+1}}}
donde:
- V representa el número total de votos recibidos por la lista.
- s representa el número de escaños que cada lista se ha llevado de momento, inicialmente 0 para cada lista.

El número de votos recibidos por cada lista se divide sucesivamente por cada uno de los valores que da la fórmula 2s+1 cuando s es igual a 0, 1, 2, 3, etc.; lo que supone dividir por 1, 3, 5, 7,  etc. (es decir, la sucesión de números impares). La asignación de escaños se hace ordenando los cocientes de mayor a menor y asignando a cada uno un escaño hasta que estos se agoten. A diferencia de otros sistemas, el número total de votos no interviene en el cómputo.

### Método Sainte-Laguë Modificado
Existe una variación del método Sainte-Laguë muy utilizada y conocida como Método Sainte-Laguë Modificado, que consiste en modificar la fórmula inicial de cada lista (es decir, cuando {\displaystyle s=0}, el partido no ha obtenido ningún escaño todavía) de manera que el cociente inicial sea:
{\displaystyle cociente\;inicial={\frac {V}{1.4}}}
y a partir de que cada lista obtenga el primer escaño, utilizaría la fórmula del método estándar: 
{\displaystyle cociente={\frac {V}{2s+1}}}
Por tanto la sucesión de divisores sería: 1.4, 3, 5, 7 y los sucesivos números impares.

## Ejemplos

### Método Sainte-Laguë Puro
| Esc. | Partido   | Votos   |         | Escaño 1 /1 | Escaño 2 /3 | Escaño 3 /5 | Escaño 4 /7 | Escaño 5 /9 | Escaño 6 /11 | Escaño 7 /13 | Total de escaños |
| ---- | --------- | ------- | ------- | ----------- | ----------- | ----------- | ----------- | ----------- | ------------ | ------------ | ---------------- |
| 7    | Partido A | 340 000 | 340 000 | 113 333     | 68 000      | 48 571      | 37 778      | 30 909      | 26 154       | 3            |                  |
| 7    | Partido B | 280 000 | 280 000 | 93 333      | 56 000      | 40 000      | 31 111      | 25 455      | 21 538       | 2            |                  |
| 7    | Partido C | 160 000 | 160 000 | 53 333      | 32 000      | 22 857      | 17 778      | 14 545      | 12 308       | 1            |                  |
| 7    | Partido D | 60 000  | 60 000  | 20 000      | 12 000      | 8571        | 6667        | 5455        | 4615         | 1            |                  |

### Método Sainte-Laguë Modificado
| Esc. | Partido   | Votos   |         | Escaño 1 /1.4 | Escaño 2 /3 | Escaño 3 /5 | Escaño 4 /7 | Escaño 5 /9 | Escaño 6 /11 | Escaño 7 /13 | Total de escaños |
| ---- | --------- | ------- | ------- | ------------- | ----------- | ----------- | ----------- | ----------- | ------------ | ------------ | ---------------- |
| 7    | Partido A | 340 000 | 242 857 | 113 333       | 68 000      | 48 571      | 37 778      | 30 909      | 26 154       | 3            |                  |
| 7    | Partido B | 280 000 | 200 000 | 93 333        | 56 000      | 40 000      | 31 111      | 25 455      | 21 538       | 3            |                  |
| 7    | Partido C | 160 000 | 114 286 | 53 333        | 32 000      | 22 857      | 17 778      | 14 545      | 12 308       | 1            |                  |
| 7    | Partido D | 60 000  | 42 857  | 20 000        | 12 000      | 8571        | 6667        | 5455        | 4615         | 0            |                  |